# 春瀨夏美
春瀨夏美（日语：／ Haruse Natsumi，1994年6月17日—），日本女性配音員。出身於香川縣高松市。Mausu Promotion所屬。身高146cm。A型血。

## 來歷
她原本想成為演員，但當她擔心長不高時，愛上了動畫後，並決定成為一名配音員。
曾經屬於Pro-Fit，也是電視節目《聲龍門》的新人聲優組合「tamaco」的成員。
離開Pro-Fit後，除了繼續本身的常駐角色外，並沒有接受任何其他配音工作，作為自由身工作了大約2年半，但自2018年2月1日加入Mausu Promotion後，全面恢復配音工作。作為公司員工，即使加入Mausu後，仍然將公司工作和配音工作兩面兼顧。

## 人物
從小觀看迪士尼頻道長大，她的願望之一是參與迪士尼頻道的演出。2019年7月開播的《101忠狗街頭日記》實現了自己的夢想，她對此感到很高興。
三姊妹中的次女，偶爾會在部落格上表達對妹妹的深愛。
自稱自己是個害羞的人。偶爾從言行中展現出達觀的一面。
擅長玩推理遊戲。簿記考試檢定合格者（實施機構不詳）。
興趣：花式溜冰觀戰。因此會辨別花式溜冰的跳躍。她對這項運動之感興趣是從2010年溫哥華奧運賽季開始的，而且對淺田真央和金妍兒為何如此得高分產生興趣。尤其她喜歡的是次年2011年這三位來自俄羅斯在青少年花式溜冰比賽（2010–11年國際滑冰聯盟青少年花式溜冰大獎賽、2010–11年國際滑冰聯盟花式溜冰大獎賽總決賽、2011年世界青少年花式溜冰錦標賽）中活躍的阿德琳娜·索特尼科娃、伊莉莎維塔·圖克塔米謝娃、波莉娜·謝列芬。同時開始活躍在新手中的艾蓮娜·拉迪奧諾娃被她稱為「終身推手」。從那以後，她一直在支持俄羅斯的新手到老將。由於喜歡十幾歲的選手並不少見，因此把選手介紹給其他人時，可能會被他人的年輕所吸引。當被推薦的選手參加日本錦標賽時，有時會舉著支持橫幅觀看比賽。談到花式溜冰的話題時就會話題不斷，偶而會被對方吸引。前面提到，因為喜歡俄羅斯的選手，所以對俄語也很感興趣，與同行上菫一起談俄羅斯的話題時會感到興奮。
其它興趣、特長還有讀書、電影鑑賞、音樂鑑賞。擅長方言：讃岐方言。
喜歡的食物：雞蛋。每天早上吃3個，或做成荷包蛋或水煮蛋。其中擅長煎煮荷包蛋，對煎煮方法很講究。
其它喜歡的食物還有鹽、胡椒、山椒。
在動畫《金牌得主》中飾演主角結束祈的她為該作品的狂粉，從漫畫連載初期便希望能為結束祈配音。而另一方面，該作品的作者つるまいかだ則是從成為漫畫家之前就是春瀨的狂粉，曾宣示如果作品動畫化的話就請春瀨夏美替主角配音，最終雙方的心願也在動畫中實現。
粗體字表示主要角色。

### 電視動畫
2015年
- 聖劍使的禁咒詠唱[2]（學生）
- 偶像大師 灰姑娘女孩（龍崎薰[23]）

2017年
- 灰姑娘女孩劇場（2017年—2019年，龍崎薰[24]）4系列[系列 1]

2018年
- 蠟筆小新（2018年—2021年，園童C[25]、女性社員B、園童B、出理張呂毛斗）
- 茜色少女（女學生[26]、局員）

2019年
- 偶像活動Friends！ ～閃耀的寶石～（冒牌的白百合咲夜[27]）

2020年
- 〈Infinite Dendrogram〉 -無盡連鎖-（米莉安娜·葛蘭多利亞[28]）
- Lapis Re:Lights（學生）
- 名偵探柯南（女孩子）
- 大貴族（女學生）

2021年
- 忍者亂太郎（小坊主）
- 偶像活動Planet！（顧客）
- 宿命迴響（瑪麗）

2022年
- 神渣☆偶像
- 宇宙奇妙生物小鐵君（日语：宇宙なんちゃら こてつくん）（敦子）
- 森林家族系列（2022年—2023年、皮亞茲[29]、弗娜[29]、幽靈[29]、米洛）2系列[系列 2]

2023年
- 久保同學不放過我（女學生B）
- 偶像大師 灰姑娘女孩 U149（龍崎薰[30]）

2024年
- 拉麵赤貓（枕崎）

2025年
- 金牌得主（結束祈[31]）

2026年
- 金牌得主（第2期）（結束祈[32]）

### 電影動畫
- 劇場版 HUG！光之美少女♡光之美少女 All Stars Memories（2018年，小孩）

### OVA
- 偶像大師 灰姑娘女孩 U149 特別篇（2023年，龍崎薰）

### 網路動畫
- Mausu動物園（2018年—，銀喉長尾山雀的夏實[33]）
- Mausu動物園名作劇場（2020年，銀喉長尾山雀的夏實）
- 偶像大師 灰姑娘女孩劇場 Extra Stage（2021年，龍崎薰）

### 遊戲
2015年
- 結城友奈是勇者 樹海的記憶[2]
- 家電少女（日语：家電少女）（音寧[34]）
- 偶像大師 灰姑娘女孩（2015年—2023年，龍崎薰[35]）2作品[系列 3]
- 勇氣之劍×火焰之魂（日语：ブレイブソード×ブレイズソウル）（米緹亞、刻萊諾斷章[36]、Brinicle）

2018年
- 城姬Quest（日语：城姫クエスト）（唐津城[37]、勝幡城[38]）
- 致命裝甲（夏諾[39]、伊莉[40]）
- 天華百劍 -斬-（日本一則重[41]）

2019年
- SEVENTH DARK（凱西[42]）
- Guns of Soul2（希斯妮）
- 我的學妹不可能那麼萌2（許褚[43]、千本櫻[44]、伊沙烏[45]）
- 刀塔自走棋（深海步行者[46]）

2020年
- 放置少女 ～百花撩亂的萌姬們～（日语：放置少女〜百花繚乱の萌姫たち〜）（楊修[47]、白起、田豐）
- 最終幻想：勇氣啟示錄幻影戰爭（米亞）
- 鮮豔軍團（日语：ビビッドアーミー）（索琳[48]）
- 妖怪百姬（金子）
- 天空艦隊（隨扈劍[49]）

2021年
- PORTE MIRAGE（伊臣[50]）
- 戰場的賦格曲（奇可·蒙布朗[51]）

2023年
- 戰場的賦格曲2（奇可·蒙布朗）

2024年
- 蔚藍檔案（丹花伊吹[52]）

### 廣播劇CD
2014年
- 電視動畫『我們大家的河合莊』廣播劇CD（店員B[53]）

2015年
- 偶像大師 灰姑娘女孩 「Treasure of Exploration」（龍崎薰[54]）[注 1]

2017年
- 偶像大師 灰姑娘女孩 U149（龍崎薰）[注 2]

2018年
- MAUSU THEATER Vol.020（支配人）[注 3]
- 為我的英雄獻上祝福！（瓜米[55]）[注 4]
- 我的警察先生（奇科）
- MAUSU THEATER Vol.023—Vol.025、Vol.027—Vol.028[56][57][58][59][60]（戶浦夏姬）[注 3]

2019年
- MAUSU THEATER Vol.033[61][注 3]

2020年
- 我的警察先生2（奇可[62]）
- MAUSU THEATER Vol.043—Vol.048（鈴木[63]）[注 3]

2022年
- 我的警察先生3（奇可）

### 有聲劇場
- 幕末動亂美少女傳（2024年，佐川官兵衛）

### 外語配音

#### 動畫
- 101忠狗街頭日記（2019年，朵麗斯、克拉麗莎[64]）

### 電視節目
※記號表示說明網路電視。
- 聲龍門（日语：声龍門）（2015年，TOKYO MX）[6]
- 都丸千代與春瀨夏實的PACAPACA競馬塾（2018年—，niconico直播）※[65]
- 春瀨夏實與天野聰美的房間deTAKOPA☆（2019年—，niconico直播）※[66]
- 聲優旅遊筆記「靜岡 富士野生動物園版篇」（2020年，niconico動畫、YouTube）※[67]
- 春瀨、愛原的距離車站只要5分鐘，1LDK租金85,000日元（2021年—，niconico直播）※[68]

### 旁白
- 漫畫《金牌得主》第1冊發行紀念廣告（2020年[69]）
- 讓我們來做FC町田澤維亞吧 ～做澤維亞～（日语：FC町田ゼルビアをつくろう〜ゼルつく〜） #96、#97（2022年—2023年，AbemaTV）[注 5]
- 漫畫《金牌得主》廣告 下一部人氣漫畫大獎 漫畫部門第1名受獎紀念版（2022年）

## 音樂作品

### 角色歌曲
| 發行日期 | 商品名稱                                                                                       | 歌 | 樂曲                                     | 備註                                           |
| 2016年   | 2016年                                                                                         | 2016年 | 2016年                                   | 2016年                                         |
| -------- | ---------------------------------------------------------------------------------------------- | --- | ---------------------------------------- | ---------------------------------------------- |
| 6月22日  | THE IDOLM@STER CINDERELLA GIRLS STARLIGHT MASTER 03 Hi-Fi☆Days                                 | 佐佐木千枝（今井麻夏）、櫻井桃華（照井春佳）、市原仁奈（久野美）、龍崎薰（春瀨夏實）、赤城米莉亞（黑澤朋世）                                         | 「」                                     | 遊戲《偶像大師 灰姑娘女孩 星光舞台》相關歌曲   |
| 9月2日   | THE IDOLM@STER CINDERELLA GIRLS 4thLIVE TriCastle Story Starlight Castle 會場原創CD            | 龍崎薰（春瀨夏實） | 「」                                     | 遊戲《偶像大師 灰姑娘女孩 星光舞台》相關歌曲   |
| 2017年   |                                                                                                | |                                          |                                                |
| 7月28日  | 偶像大師 灰姑娘女孩 U149 第1卷特別版特典CD                                                     | 市原仁奈（久野美）、龍崎薰（春瀨夏實） | 「Orange Sapphire」                      | 漫畫《偶像大師 灰姑娘女孩 U149》相關歌曲       |
| 2018年   |                                                                                                | |                                          |                                                |
| 3月7日   | THE IDOLM@STER CINDERELLA MASTER Illusionista！                                                | 佐佐木千枝（今井麻夏）、櫻井桃華（照井春佳）、市原仁奈（久野美）、龍崎薰（春瀨夏實）、赤城米莉亞（黑澤朋世）                                         | 「Yes！Party Time!!（M＠STER VERSION）」 | 遊戲《偶像大師 灰姑娘女孩 星光舞台》相關歌曲   |
| 4月11日  | THE IDOLM@STER CINDERELLA GIRLS MASTER SEASONS SPRING！                                        | 喜多見柚（武田羅梨沙多胡）、本田未央（原紗友里）、龍崎薰（春瀨夏實）                                                                                 | 「Spring Screaming」                     | 遊戲《偶像大師 灰姑娘女孩》相關歌曲            |
| 5月30日  | 偶像大師 灰姑娘女孩 U149 第3卷特別版特典CD                                                     | 櫻井桃華（照井春佳）、佐佐木千枝（今井麻夏）、橘愛麗絲（佐藤亞美菜）、結城晴（小市真琴）、龍崎薰（春瀨夏實）                                         | 「」                                     | 漫畫《偶像大師 灰姑娘女孩 U149》相關歌曲       |
| 9月12日  | THE IDOLM@STER CINDERELLA GIRLS LITTLE STARS！夏日之子音頭                                     | 赤城米莉亞（黑澤朋世）、城崎莉嘉（山本希望）、橘愛麗絲（佐藤亞美菜）、結城晴（小市真琴）、龍崎薰（春瀨夏實）                                         | 「」                                     | 電視動畫《灰姑娘女孩劇場》片尾主題曲           |
| 9月12日  | THE IDOLM@STER CINDERELLA GIRLS LITTLE STARS！夏日之子音頭                                     | 龍崎薰（春瀨夏實） | 「」                                     | 電視動畫《灰姑娘女孩劇場》相關歌曲             |
| 11月9日  | THE IDOLM@STER CINDERELLA GIRLS 6thLIVE MERRY-GO-ROUNDOME!!! MASTER SEASONS SPRING！SOLO REMIX | 「Spring Screaming」 | 遊戲《偶像大師 灰姑娘女孩》相關歌曲      |                                                |
| 2020年   |                                                                                                | |                                          |                                                |
| 4月29日  | 百華繚亂 貳                                                                                    | 虎御前太刀（高森奈津美）、日光助真（中村櫻）、日本一則重（春瀨夏實）                                                                                 | 「」                                     | 遊戲《天華百劍 -斬-》相關歌曲                  |
| 2021年   |                                                                                                | |                                          |                                                |
| 4月30日  | 偶像大師 灰姑娘女孩 U149 第7卷特別版特典CD                                                     | 龍崎薰（春瀨夏實） | 「」                                     | 漫畫《偶像大師 灰姑娘女孩 U149》相關歌曲       |
| 9月22日  | THE IDOLM@STER CINDERELLA GIRLS STARLIGHT MASTER GOLD RUSH！10 Hungry Bambi                    | 佐佐木千枝（今井麻夏）、市原仁奈（久野美咲）、橘愛麗絲（佐藤亞美菜）、龍崎薰（春瀨夏實）、結城晴（小市真琴）、棟方愛海（藤本彩花）、遊佐梢（花谷麻妃） | 「Hungry Bambi（M@STER VERSION）」       | 遊戲《偶像大師 灰姑娘女孩 星光舞台》相關歌曲   |
| 9月22日  | THE IDOLM@STER CINDERELLA GIRLS STARLIGHT MASTER GOLD RUSH！10 Hungry Bambi                    | 龍崎薰（春瀨夏實） | 「Hungry Bambi（M@STER VERSION）」       | 遊戲《偶像大師 灰姑娘女孩 星光舞台》相關歌曲   |
| 2023年   |                                                                                                | |                                          |                                                |
| 3月1日   | THE IDOLM@STER CINDERELLA GIRLS STARLIGHT MASTER R/LOCK ON！13 力量！就是！POWER——!!           | 的場梨沙（集貝花）、龍崎薰（春瀨夏實）、遊佐梢（花谷麻妃）、佐佐木千枝（今井麻夏）                                                                   | 「」                                     | 遊戲《偶像大師 灰姑娘女孩 星光舞台》相關歌曲   |
| 4月19日  | THE IDOLM@STER CINDERELLA GIRLS U149 ANIMATION MASTER 01 Shine In The Sky☆                     | U149 | 「Shine In The Sky☆」                    | 電視動畫《偶像大師 灰姑娘女孩 U149》片頭主題曲 |
| 4月19日  | THE IDOLM@STER CINDERELLA GIRLS U149 ANIMATION MASTER 01 Shine In The Sky☆                     | 龍崎薰（春瀨夏實） | 「Shine In The Sky☆」                    | 電視動畫《偶像大師 灰姑娘女孩 U149》相關歌曲   |
| 5月10日  | THE IDOLM@STER CINDERELLA GIRLS U149 ANIMATION MASTER 02 就是閃閃發光的little star             | U149 | 「」                                     | 電視動畫《偶像大師 灰姑娘女孩 U149》片尾主題曲 |
| 5月17日  | THE IDOLM@STER CINDERELLA GIRLS STARLIGHT MASTER R/LOCK ON！16 行天！海洋世界！                | 淺利七海（井上穗乃花）、前川未來（高森奈津美）、市原仁奈（久野美咲）、棟方愛海（藤本彩花）、龍崎薰（春瀨夏實）                                         | 「」                                     | 遊戲《偶像大師 灰姑娘女孩 星光舞台》相關歌曲   |
| 5月17日  | THE IDOLM@STER CINDERELLA GIRLS STARLIGHT MASTER R/LOCK ON！16 行天！海洋世界！                | 龍崎薰（春瀨夏實） | 「」                                     | 遊戲《偶像大師 灰姑娘女孩 星光舞台》相關歌曲   |
| 6月21日  | THE IDOLM@STER CINDERELLA GIRLS U149 ANIMATION MASTER 04 Zero to One!!                         | U149 | 「」                                     | 電視動畫《偶像大師 灰姑娘女孩 U149》插入歌     |
| 6月28日  | THE IDOLM@STER CINDERELLA GIRLS U149 ANIMATION MASTER 05 Good-Day Good Night                   | U149 | 「」                                     | 電視動畫《偶像大師 灰姑娘女孩 U149》片尾主題曲 |
| 6月28日  | THE IDOLM@STER CINDERELLA GIRLS U149 ANIMATION MASTER 05 Good-Day Good Night                   | 橘愛麗絲（佐藤亞美菜）、結城晴（小市真琴）、龍崎薰（春瀨夏實）                                                                                       | 「SUN♡FLOWER」                           | 電視動畫《偶像大師 灰姑娘女孩 U149》插入歌     |
| 6月28日  | THE IDOLM@STER CINDERELLA GIRLS U149 ANIMATION MASTER 05 Good-Day Good Night                   | U149 | 「」                                     | 電視動畫《偶像大師 灰姑娘女孩 U149》插入歌     |
| 7月5日   | THE IDOLM@STER CINDERELLA GIRLS U149 ANIMATION MASTER 06 燦爛閃耀☆                             | U149 | 「」                                     | 電視動畫《偶像大師 灰姑娘女孩 U149》插入歌     |
| 7月5日   | THE IDOLM@STER CINDERELLA GIRLS U149 ANIMATION MASTER 06 燦爛閃耀☆                             | 龍崎薰（春瀨夏實） | 「」                                     | 電視動畫《偶像大師 灰姑娘女孩 U149》相關歌曲   |
| 2024年   |                                                                                                | |                                          |                                                |
| 2月3日   | THE IDOLM@STER CINDERELLA GIRLS UNIT LIVE TOUR ConnecTrip！石川公演&山形公演&岩手公演原創CD    | 龍崎薰（春瀨夏實） | 「」                                     | 電視動畫《偶像大師 灰姑娘女孩 U149》相關歌曲   |
| 4月6日   | THE IDOLM@STER CINDERELLA GIRLS UNIT LIVE TOUR ConnecTrip！大阪公演&福岡公演&東京公演原創CD    | 龍崎薰（春瀨夏實） | 「」 「SUN♡FLOWER」                      | 電視動畫《偶像大師 灰姑娘女孩 U149》相關歌曲   |

### 其它參加樂曲
| 發行日期      | 商品名稱                                  | 歌 | 樂曲                        | 備註                                |
| ------------- | ----------------------------------------- | --- | --------------------------- | ----------------------------------- |
| 2017年2月8日  | THE IDOLM@STER CINDERELLA MASTER EVERMORE | 大橋彩香、福原綾香、原紗友里、藍原琴美、青木志貴、青木瑠璃子、飯田友子、五十嵐裕美、今井麻夏、上坂堇、内田真禮、櫻咲千依、大空直美、大坪由佳、金子真由美、金子有希、木村珠莉、黑澤朋世、佐藤亞美菜、下地紫野、洲崎綾、鈴木繪理、高野麻美、高森奈津美、立花理香、種崎敦美、千菅春香、東山奈央、長島光那、原優子、早見沙織、春瀨夏實、淵上舞、牧野由依、松井惠理子、松嵜麗、三宅麻理惠、村中知、杜野真子、安野希世乃、山下七海、山本希望、佳村遙、盧婷、和氣杏未 | 「EVERMORE（4thLIVE MIX）」 | 遊戲《偶像大師 灰姑娘女孩》相關歌曲 |
| 2019年2月28日 | MAUSU THEATER Vol.031                     | 春瀨夏實 | 「You-niverse」             |                                     |
| 2020年8月29日 | MAUSU THEATER Vol.047                     | 春瀨夏實 | 「VIRTUAL AND UNIVERSE」    |                                     |

## 腳註

## 外部連結
- 春瀨夏美｜Mausu Promotion （日語）
- （日語）—春瀨夏實的官方個人部落格。
- 春瀨夏美的X（前Twitter） （日語）
- 春瀨夏美的Instagram帳戶 （日語）
- （日語）—WEB THE TELEVISION（日语：ザテレビジョン）
- 春瀨夏實 （页面存档备份，存于） （日語）—SEIGURA web
- 春瀨夏實 （页面存档备份，存于） （日語）—oricon
- 春瀨夏實 （页面存档备份，存于） （日語）—allcinema（日语：allcinema）